# Ozorków
Ozorków é um município da Polônia, na voivodia de Łódź e no condado de Zgierz. Estende-se por uma área de 15,46 km², com 19 685 habitantes, segundo os censos de 2017, com uma densidade de 1281,6 hab/km².